# Like a Star
Like a Star is de eerste single van de Britse zangeres Corinne Bailey Rae. Het nummer verscheen alleen in Engeland en behaalde daar de 34e plek in de UK Charts.
De single bevat twee extra tracks die ook op het debuutalbum van Corinne Bailey Rae staan.
1. Like a Star
2. Enchantment
3. Choux Pastry Heart

## Heruitgave
Like a Star werd na Trouble sleeping heruitgegeven. De verschijningsdatum in Engeland was 9 oktober. Daar bevat hij de volgende B-kanten (afhankelijk van de uitgave: 7", 2-track Single, Maxi-Single):
- Emeraldine
- Daydreaming (cover van Aretha Franklin)
- Enchantment (remix)